# Jamal al-Husayni
Jamal al-Husayni, född 1892, död 1982 var en palestinsk politiker. Han var kusin till Haj Amin al-Husseini.
Jamal al-Husayni var 1920–1934 generalsekreterare i Palestina-arabernas exekutivråd och grundade 1935 Palestinas arabiska parti. Han ledde delegationer till London 1929, 1936, 1937 och 1939, hölls 1941–1945 internerad i Rhodesia av britterna och blev 1945 vicepresident i Palestine Higher Arab Committee.